# ミッキークイーン
ミッキークイーンは、日本の競走馬。主な勝ち鞍は2015年の優駿牝馬、秋華賞、2017年の阪神牝馬ステークス。

## 経歴

### 2014年
デビュー戦は12月7日の阪神競馬場芝1400m戦で1番人気に推されるも出遅れてしまい、2着だった。2戦目は阪神の未勝利戦に出走。2着に2馬身差をつけて初勝利。

### 2015年
クイーンカップでは最後方から追い込んだが、キャットコインをクビ差とらえきれず2着。体重が前走より20kg減での出走であり、原因は歯替わりによるストレスであった。桜花賞では3分の2の抽選を外し除外された。忘れな草賞に優勝して賞金を加算し、優駿牝馬へ出走。中団から末脚を伸ばし、前を行くルージュバックを差し切って優勝、GI初優勝となった。
秋はローズステークス2着から秋華賞へ出走。好スタートから中団につけ最後の直線で馬群を抜け出し、後方から追い込んできたクイーンズリングをクビ差おさえてレースレコードで優勝、二冠を達成した。次走にはレース間隔が開くことと、53kgの斤量で出走できることを理由にジャパンカップを選択。3番人気に支持されたが、不利が響いて8着に敗れた。GI2勝が評価され、この年のJRA賞最優秀3歳牝馬を受賞した。

### 2016年
4月の阪神牝馬ステークスから始動。主戦騎手の浜中俊が落馬負傷により休養中のためクリストフ・ルメールに乗り替わり、逃げたスマートレイアーをクビ差とらえきれず2着に敗れた。浜中が復帰したヴィクトリアマイルでは勝ったストレイトガールから2馬身半差の2着。その後左前脚靱帯炎を発症し、出走予定だった宝塚記念を回避、休養に入った。復帰予定の京都大賞典を捻挫により回避。6か月ぶりの出走となったエリザベス女王杯は3着、有馬記念は5着に敗れた。

### 2017年
初戦の阪神牝馬ステークスで秋華賞以来となる重賞3勝目を挙げたが、ヴィクトリアマイルでは残り300mの地点でもう余力をなくしており、7着に敗れた。紅一点となった宝塚記念では復調し3着。夏に靱帯炎が再発し、2年連続の長期休養明けとなったエリザベス女王杯では出走メンバー中最速となる上がり3ハロン33秒7の末脚を見せたものの、かわしきれずタイム差なしの3着に敗れた。続く有馬記念11着を最後に、2018年1月31日付で競走馬登録を抹消、ノーザンファームで繁殖牝馬となった。

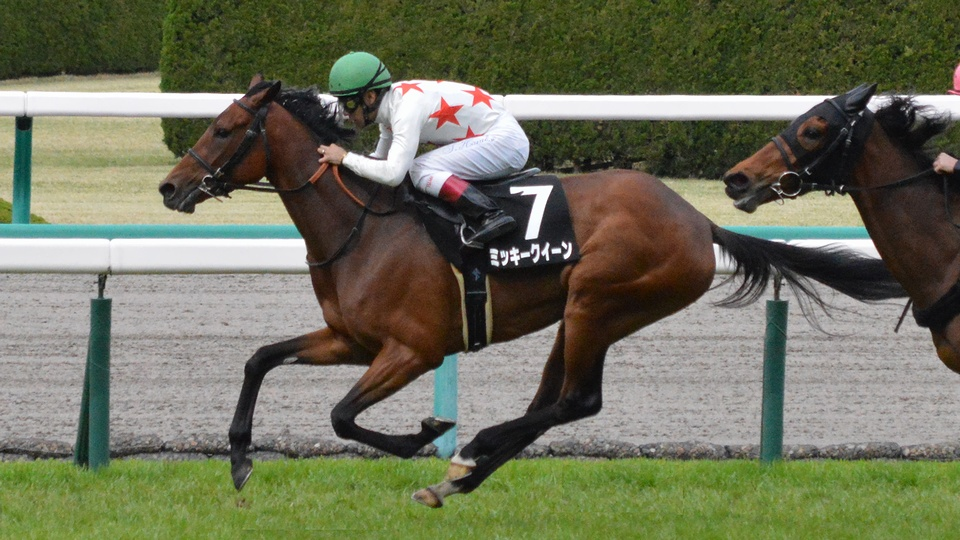
忘れな草賞
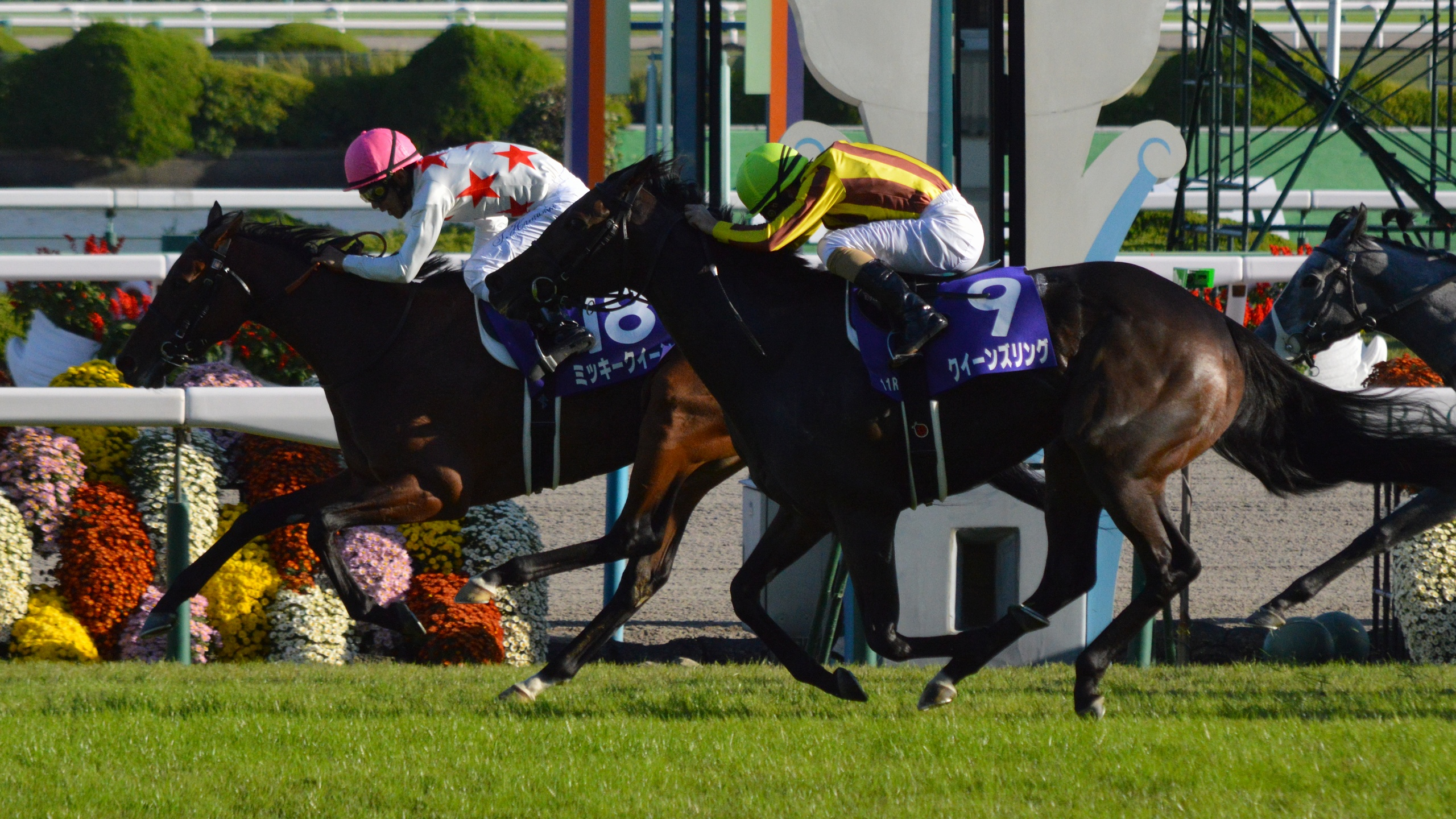
秋華賞
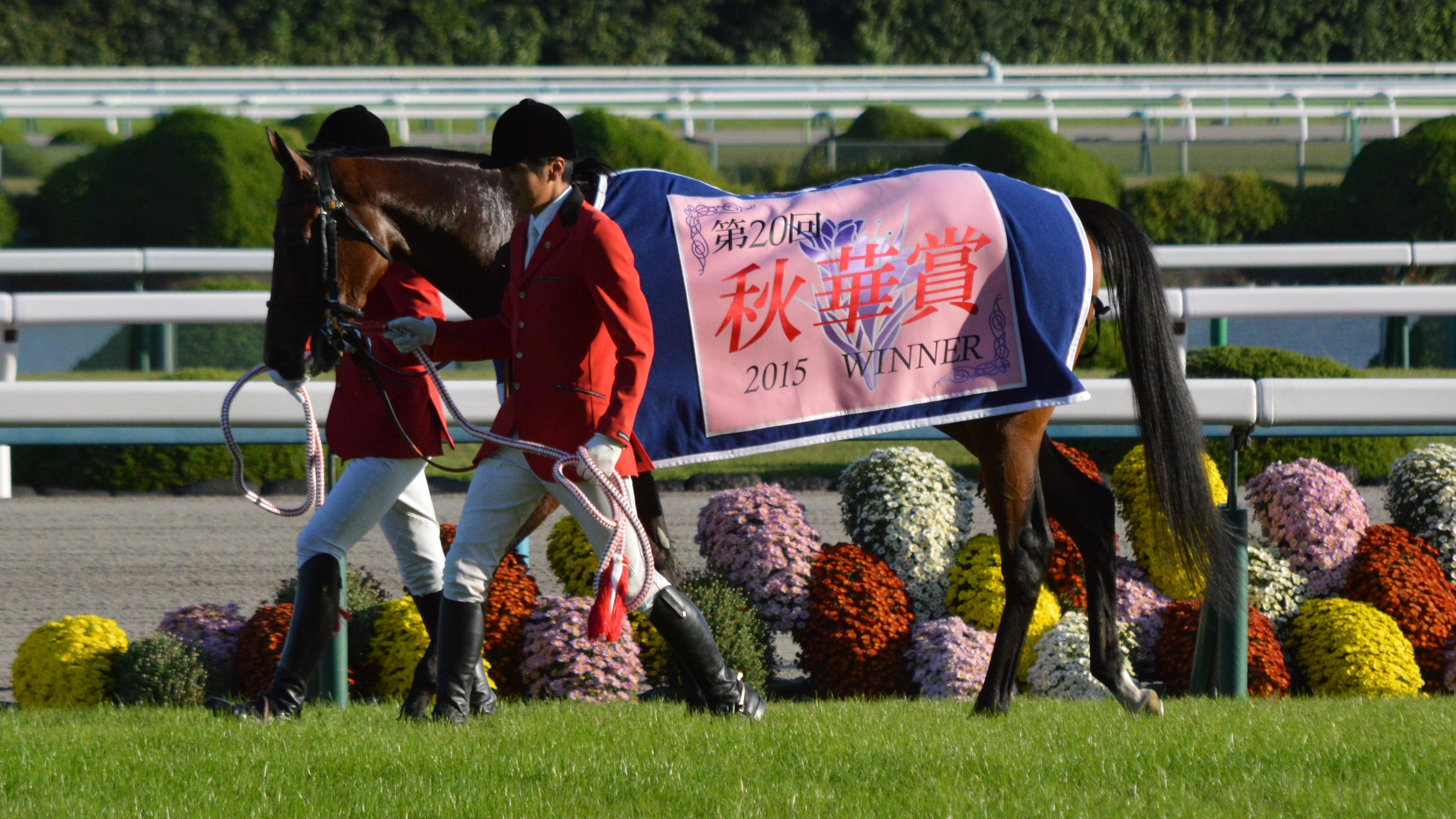

## 競走成績
| 競走日     | 競馬場 | 競走名             | 格   | 距離（馬場）  | 頭 数 | 枠 番 | 馬 番 | オッズ （人気） | 着順 | タイム （上り3F） | 着差 | 騎手       | 斤量 | 1着馬（2着馬）         |
| ---------- | ------ | ------------------ | ---- | ------------- | ----- | ----- | ----- | --------------- | ---- | ----------------- | ---- | ---------- | ---- | ---------------------- |
| 2014.12.07 | 阪神   | 2歳新馬            |      | 芝1400m（良） | 17    | 1     | 2     | 001.40（1人）   | 02着 | 01:23.3（33.7）   | -0.1 | 浜中俊     | 54kg | ジルダ                 |
| 0000.12.21 | 阪神   | 2歳未勝利          |      | 芝1600m（重） | 18    | 6     | 12    | 002.10（1人）   | 01着 | 01:37.1（36.1）   | -0.3 | 浜中俊     | 54kg | （グランディフローラ） |
| 2015.02.14 | 東京   | クイーンC          | GIII | 芝1600m（良） | 16    | 7     | 14    | 008.50（3人）   | 02着 | 01:34.0（33.8）   | -0.0 | 浜中俊     | 54kg | キャットコイン         |
| 0000.04.12 | 阪神   | 忘れな草賞         | OP   | 芝2000m（良） | 12    | 6     | 7     | 002.10（1人）   | 01着 | 02:03.5（34.0）   | -0.1 | 浜中俊     | 54kg | （ロカ）               |
| 0000.05.24 | 東京   | 優駿牝馬           | GI   | 芝2400m（良） | 17    | 5     | 10    | 006.80（3人）   | 01着 | 02:25.0（34.0）   | -0.1 | 浜中俊     | 55kg | （ルージュバック）     |
| 0000.09.20 | 阪神   | ローズS            | GII  | 芝1800m（良） | 17    | 4     | 8     | 002.60（1人）   | 02着 | 01:45.4（33.8）   | -0.2 | 浜中俊     | 55kg | タッチングスピーチ     |
| 0000.10.18 | 京都   | 秋華賞             | GI   | 芝2000m（良） | 18    | 8     | 18    | 003.00（1人）   | 01着 | 01:56.9（34.6）   | -0.0 | 浜中俊     | 55kg | （クイーンズリング）   |
| 0000.11.29 | 東京   | ジャパンC          | GI   | 芝2400m（良） | 18    | 6     | 11    | 005.00（3人）   | 08着 | 02:25.0（34.2）   | -0.3 | 浜中俊     | 53kg | ショウナンパンドラ     |
| 2016.04.09 | 阪神   | 阪神牝馬S          | GII  | 芝1600m（良） | 13    | 5     | 6     | 002.40（1人）   | 02着 | 01:33.1（34.2）   | -0.0 | C.ルメール | 56kg | スマートレイアー       |
| 0000.05.15 | 東京   | ヴィクトリアマイル | GI   | 芝1600m（良） | 18    | 5     | 10    | 003.40（1人）   | 02着 | 01:31.9（33.6）   | -0.4 | 浜中俊     | 55kg | ストレイトガール       |
| 0000.11.13 | 京都   | エリザベス女王杯   | GI   | 芝2200m（良） | 15    | 1     | 1     | 003.60（2人）   | 03着 | 02:13.1（33.6）   | -0.2 | 浜中俊     | 56kg | クイーンズリング       |
| 0000.12.25 | 中山   | 有馬記念           | GI   | 芝2500m（良） | 16    | 4     | 8     | 021.90（7人）   | 05着 | 02:33.0（35.8）   | -0.4 | 浜中俊     | 55kg | サトノダイヤモンド     |
| 2017.04.08 | 阪神   | 阪神牝馬S          | GII  | 芝1600m（重） | 16    | 3     | 6     | 002.20（1人）   | 01着 | 01:34.3（34.0）   | -0.3 | 浜中俊     | 55kg | （アドマイヤリード）   |
| 0000.05.14 | 東京   | ヴィクトリアマイル | GI   | 芝1600m（稍） | 17    | 6     | 11    | 001.90（1人）   | 07着 | 01:34.4（33.8）   | -0.5 | 浜中俊     | 55kg | アドマイヤリード       |
| 0000.06.25 | 阪神   | 宝塚記念           | GI   | 芝2200m（稍） | 11    | 7     | 8     | 010.40（4人）   | 03着 | 02:11.7（35.5）   | -0.3 | 浜中俊     | 56kg | サトノクラウン         |
| 0000.11.12 | 京都   | エリザベス女王杯   | GI   | 芝2200m（良） | 18    | 5     | 10    | 007.20（3人）   | 03着 | 02:14.3（33.7）   | -0.0 | 浜中俊     | 56kg | モズカッチャン         |
| 0000.12.24 | 中山   | 有馬記念           | GI   | 芝2500m（良） | 16    | 7     | 13    | 019.60（5人）   | 11着 | 02:34.5（35.1）   | -0.9 | 浜中俊     | 55kg | キタサンブラック       |

## 繁殖成績
|       | 生年   | 馬名                   | 性 | 毛色   | 父                 | 馬主       | 厩舎                                           | 戦績            | 主な勝ち鞍            | 出典   |
| ----- | ------ | ---------------------- | -- | ------ | ------------------ | ---------- | ---------------------------------------------- | --------------- | --------------------- | ------ |
| 初仔  | 2019年 | ミッキーキング         | 牡 | 鹿毛   | ロードカナロア     | 野田みづき | 美浦・国枝栄 →名古屋・角田輝也 →栗東・音無秀孝 | 21戦3勝（引退） |                       | [ 20 ] |
| 2番仔 | 2020年 | ミッキーゴージャス     | 牝 | 黒鹿毛 | ミッキーロケット   | 野田みづき | 栗東・安田隆行 →栗東・安田翔伍                 | 9戦5勝（現役）  | 2024年:愛知杯（GIII） | [ 21 ] |
| 3番仔 | 2021年 | ミッキーダイヤ         | 牡 | 鹿毛   | ロードカナロア     |            |                                                | （デビュー前）  |                       | [ 22 ] |
| 4番仔 | 2022年 | ミッキーマドンナ       | 牝 | 鹿毛   | エピファネイア     | 野田みづき | 美浦・堀宣行                                   | 4戦1勝（現役）  |                       | [ 23 ] |
| 5番仔 | 2023年 | ミッキークイーンの2023 | 牡 | 鹿毛   | エピファネイア     |            |                                                | （デビュー前）  |                       | [ 24 ] |
| 5番仔 | 2023年 | ミッキークイーンの2024 | 牡 | 鹿毛   | サートゥルナーリア |            |                                                |                 |                       | [ 25 ] |

- 2025年4月13日現在

## 血統表
| ミッキークイーンの血統                       | ミッキークイーンの血統                | ミッキークイーンの血統          | （血統表の出典）                | （血統表の出典） |
| 父系                                         | サンデーサイレンス系/ヘイロー系       | サンデーサイレンス系/ヘイロー系 | サンデーサイレンス系/ヘイロー系 | [ § 2 ]          |
| 父 ディープインパクト 2002 鹿毛              | 父の父*サンデーサイレンス 1986 青鹿毛 | Halo 1969                       | Hail to Reason                  | Hail to Reason   |
| 父 ディープインパクト 2002 鹿毛              | 父の父*サンデーサイレンス 1986 青鹿毛 | Halo 1969                       | Cosmah                          |                  |
| 父 ディープインパクト 2002 鹿毛              | 父の父*サンデーサイレンス 1986 青鹿毛 | Wishing Well 1975               | Understanding                   | Understanding    |
| 父 ディープインパクト 2002 鹿毛              | 父の父*サンデーサイレンス 1986 青鹿毛 | Wishing Well 1975               | Mountain Flower                 |                  |
| 父 ディープインパクト 2002 鹿毛              | 父の母*ウインドインハーヘア 1991 鹿毛 | Alzao 1980                      | Lyphard                         | Lyphard          |
| 父 ディープインパクト 2002 鹿毛              | 父の母*ウインドインハーヘア 1991 鹿毛 | Alzao 1980                      | Lady Rebecca                    |                  |
| 父 ディープインパクト 2002 鹿毛              | 父の母*ウインドインハーヘア 1991 鹿毛 | Burghclere 1977                 | Busted                          | Busted           |
| 父 ディープインパクト 2002 鹿毛              | 父の母*ウインドインハーヘア 1991 鹿毛 | Burghclere 1977                 | Highclere                       |                  |
| 母 *ミュージカルウェイ Musical Way 2002 栗毛 | 母の父Gold Away 1995 栗毛             | Goldneyev 1986                  | Nureyev                         | Nureyev          |
| 母 *ミュージカルウェイ Musical Way 2002 栗毛 | 母の父Gold Away 1995 栗毛             | Goldneyev 1986                  | Gold River                      |                  |
| 母 *ミュージカルウェイ Musical Way 2002 栗毛 | 母の父Gold Away 1995 栗毛             | Blushing Away 1987              | Blushing Groom                  | Blushing Groom   |
| 母 *ミュージカルウェイ Musical Way 2002 栗毛 | 母の父Gold Away 1995 栗毛             | Blushing Away 1987              | *スイートリベンジ               |                  |
| 母 *ミュージカルウェイ Musical Way 2002 栗毛 | 母の母Mulika 1987                     | Procida 1981                    | Mr. Prospector                  | Mr. Prospector   |
| 母 *ミュージカルウェイ Musical Way 2002 栗毛 | 母の母Mulika 1987                     | Procida 1981                    | With Distinction                |                  |
| 母 *ミュージカルウェイ Musical Way 2002 栗毛 | 母の母Mulika 1987                     | Gazelle 1981                    | Icecapade                       | Icecapade        |
| 母 *ミュージカルウェイ Musical Way 2002 栗毛 | 母の母Mulika 1987                     | Gazelle 1981                    | Dols Jaminque                   |                  |
| 母系(F-No.)                                  | (FN:2-s)                              | (FN:2-s)                        | (FN:2-s)                        | [ § 3 ]          |
| 5代内の近親交配                              | Northern Dancer 5×5                   | Northern Dancer 5×5             | Northern Dancer 5×5             | [ § 4 ]          |
| 出典                                         | 1. 2. 3. 4.                           | 1. 2. 3. 4.                     | 1. 2. 3. 4.                     | 1. 2. 3. 4.      |

- 母ミュージカルウェイはフランス産の競走馬で、現役時代は2007年ドラール賞（仏G2）など重賞3勝を挙げている。
- 全姉インナーアージの産駒に2023年エリザベス女王杯勝ち馬のブレイディヴェーグ、全妹ルールブリタニアの産駒に2024年小倉大賞典勝ち馬のエピファニー、半妹オーロトラジェ（父オルフェーヴル）の産駒に2025年京都新聞杯勝ち馬のショウヘイがいる。